# North American XA2J Super Savage
O North American Aviation XA2J "Super Savage" foi um protótipo desenvolvido pela North American Aviation para as Forças Armadas dos Estados Unidos. O projeto foi criado a partir da aeronave AJ Savage.